# Масиола
Масиола (итал. Massiola) је насеље у Италији у округу Вербано-Кузио-Осола, региону Пијемонт.
Према процени из 2011. у насељу је живело 119 становника. Насеље се налази на надморској висини од 796 м.

## Становништво
Према резултатима пописа становништва 2011. у општини је живело 137 становника.
| 1936. | 1951. | 1961. | 1971. | 1981. | 1991. | 2001. | 2011. |
| ----- | ----- | ----- | ----- | ----- | ----- | ----- | ----- |
| 377   | 348   | 331   | 288   | 243   | 192   | 173   | 137   |